# FC Zlínsko
FC Zlínsko (celým názvem: FC ZLÍNSKO, spolek, dříve také SK Kvitkovice) je český fotbalový klub, který sídlí v moravském městě Otrokovice ve Zlínském kraji. Od sezóny 2015/16 působí v Moravskoslezské fotbalové lize (3. nejvyšší soutěž). Založen byl v roce 1928. Klubové barvy jsou modrá a bílá.
Své domácí zápasy odehrává ve sportovním areálu Trávníky, který má kapacitu 1 000 diváků.
Klub byl v minulosti spojován se sázkovými podvody.

## Historické názvy
Zdroj: 
- 1928 – SK Viktoria Kvítkovice (Sportovní klub Viktoria Kvítkovice)
- 1949 – ZSJ ČSSZ Gottwaldov (Závodní sokolská jednota Československé stavební závody Gottwaldov)
- 1951 – ZSJ PS Gottwaldov (Závodní sokolská jednota Pozemní stavby Gottwaldov)
- 1953 – DSO Tatran Gottwaldov (Dobrovolná sportovní organisace Tatran Gottwaldov)
- 1957 – TJ Tatran Gottwaldov (Tělovýchovná jednota Tatran Gottwaldov)
- 1958 – TJ Sokol Kvítkovice (Tělovýchovná jednota Sokol Kvítkovice)
- 1960 – TJ Moravan Kvítkovice (Tělovýchovná jednota Moravan Kvítkovice)
- 1961 – TJ Moravan Otrokovice (Tělovýchovná jednota Moravan Otrokovice)
- 1993 – FC Viktoria Otrokovice (Football Club Viktoria Otrokovice)
- 2022 – SK Kvítkovice (Sportovní klub Kvítkovice)
- 2023 – FC Zlínsko (Football Club Zlínsko)

## Soupiska
| #  | Pozice | Hráč               |
| -- | ------ | ------------------ |
| 1  | B      | Marek Kalina       |
| 3  | O      | Jan Kuběna         |
| 3  | Z      | Marek Krakovčík () |
| 4  | O      | Tobiáš Slovák      |
| 5  | O      | Michal Galus       |
| 7  | Ú      | Veljko Jovanovič   |
| 8  | Z      | Tomáš Weber        |
| 9  | Z      | Lukáš Vychodil     |
| 10 | Ú      | Marcelo De Souza   |
| 11 | Z      | Radim Dostál       |

| #  | Pozice | Hráč                   |
| -- | ------ | ---------------------- |
| 12 | Ú      | Fabrice Sami           |
| 13 | Z      | Hasan Al-Taei          |
| 14 | O      | Aleksandar Sekulič     |
| 16 | O      | Oleksandr Pernatskyi   |
| 17 | Ú      | Martin Pecuch          |
| 18 | O      | Robert Russmann        |
| 20 | Z      | Gouamene Sosthene Dano |
| 21 | Z      | Petr Mirvald           |
| 22 | Z      | Ondřej Vintr           |
| 24 | B      | Denis Gröger           |

## Umístění v jednotlivých sezonách
Zdroj: 
- 1943–1944: I. A třída HHŽF (Hameleho hanácká župa footballová)
- 1963–1964: I. B třída Jihomoravského kraje – sk. C
- 1981–1982: Okresní přebor Gottwaldovska
- 1991–1992: I. A třída Středomoravské župy – sk. A
- 1992–2002: Středomoravský župní přebor
- 2002–2006: Přebor Zlínského kraje
- 2006–2007: Divize E
- 2006–2013: Divize D
- 2013–2014: Divize E
- 2014–2015: Divize D
- 2015–2025: Moravskoslezská fotbalová liga
- 2025–: Okresní přebor Zlínska

Jednotlivé ročníky
Zdroj: 
Legenda: Z – zápasy, V – výhry, R – remízy, P – porážky, VG – vstřelené góly, OG – obdržené góly, +/− – rozdíl skóre, B – body, červené podbarvení – sestup, zelené podbarvení – postup, fialové podbarvení – reorganizace, změna skupiny či soutěže
| Protektorát Čechy a Morava (1939 – 1945) |                                                             |                                                             |                                                             |                                                             |                                                             |                                                             |                                                             |                                                             |                                                             |                                                             |                                                             |
| Sezóny                                   | Liga                                                        | Úroveň                                                      | Z                                                           | V                                                           | R                                                           | P                                                           | VG                                                          | OG                                                          | +/−                                                         | B                                                           | Pozice                                                      |
| ...                                      |                                                             |                                                             |                                                             |                                                             |                                                             |                                                             |                                                             |                                                             |                                                             |                                                             |                                                             |
| 1943/44                                  | I. A třída HHŽF                                             | 3                                                           | 26                                                          | 9                                                           | 9                                                           | 8                                                           | 64                                                          | 60                                                          | +4                                                          | 27                                                          | 6.                                                          |
| 1944/45                                  | Končila druhá světová válka, pravidelné soutěže se nehrály. | Končila druhá světová válka, pravidelné soutěže se nehrály. | Končila druhá světová válka, pravidelné soutěže se nehrály. | Končila druhá světová válka, pravidelné soutěže se nehrály. | Končila druhá světová válka, pravidelné soutěže se nehrály. | Končila druhá světová válka, pravidelné soutěže se nehrály. | Končila druhá světová válka, pravidelné soutěže se nehrály. | Končila druhá světová válka, pravidelné soutěže se nehrály. | Končila druhá světová válka, pravidelné soutěže se nehrály. | Končila druhá světová válka, pravidelné soutěže se nehrály. | Končila druhá světová válka, pravidelné soutěže se nehrály. |
| Československo (1945 – 1993)             |                                                             |                                                             |                                                             |                                                             |                                                             |                                                             |                                                             |                                                             |                                                             |                                                             |                                                             |
| Sezóny                                   | Liga                                                        | Úroveň                                                      | Z                                                           | V                                                           | R                                                           | P                                                           | VG                                                          | OG                                                          | +/−                                                         | B                                                           | Pozice                                                      |
| ...                                      |                                                             |                                                             |                                                             |                                                             |                                                             |                                                             |                                                             |                                                             |                                                             |                                                             |                                                             |
| 1963/64                                  | I. B třída Jihomoravského kraje – sk. C                     | 5                                                           | 22                                                          | 9                                                           | 5                                                           | 8                                                           | 42                                                          | 46                                                          | −4                                                          | 23                                                          | 5.                                                          |
| ...                                      |                                                             |                                                             |                                                             |                                                             |                                                             |                                                             |                                                             |                                                             |                                                             |                                                             |                                                             |
| 1981/82                                  | Okresní přebor Gottwaldovska                                | 8                                                           | 26                                                          | 8                                                           | 6                                                           | 12                                                          | 29                                                          | 49                                                          | −20                                                         | 22                                                          | 12.                                                         |
| ...                                      |                                                             |                                                             |                                                             |                                                             |                                                             |                                                             |                                                             |                                                             |                                                             |                                                             |                                                             |
| 1991/92                                  | I. A třída Středomoravské župy – sk. A                      | 6                                                           | 26                                                          | …                                                           | …                                                           | …                                                           | …                                                           | …                                                           | …                                                           |                                                             | 1.                                                          |
| 1992/93                                  | Středomoravský župní přebor                                 | 5                                                           | 26                                                          | 12                                                          | 5                                                           | 9                                                           | 48                                                          | 32                                                          | +16                                                         | 29                                                          | 5.                                                          |
| Česko (1993 – )                          |                                                             |                                                             |                                                             |                                                             |                                                             |                                                             |                                                             |                                                             |                                                             |                                                             |                                                             |
| Sezóny                                   | Liga                                                        | Úroveň                                                      | Z                                                           | V                                                           | R                                                           | P                                                           | VG                                                          | OG                                                          | +/−                                                         | B                                                           | Pozice                                                      |
| 1993/94                                  | Středomoravský župní přebor                                 | 5                                                           | 30                                                          | 7                                                           | 6                                                           | 17                                                          | 45                                                          | 63                                                          | −18                                                         | 20                                                          | 14.                                                         |
| 1994/95                                  | Středomoravský župní přebor                                 | 5                                                           | 30                                                          | 16                                                          | 6                                                           | 8                                                           | 48                                                          | 33                                                          | +15                                                         | 54                                                          | 3.                                                          |
| 1995/96                                  | Středomoravský župní přebor                                 | 5                                                           | 30                                                          | 13                                                          | 6                                                           | 11                                                          | 48                                                          | 42                                                          | +6                                                          | 45                                                          | 8.                                                          |
| 1996/97                                  | Středomoravský župní přebor                                 | 5                                                           | 30                                                          | 10                                                          | 6                                                           | 14                                                          | 35                                                          | 42                                                          | −7                                                          | 36                                                          | 11.                                                         |
| 1997/98                                  | Středomoravský župní přebor                                 | 5                                                           | 30                                                          | 12                                                          | 8                                                           | 10                                                          | 50                                                          | 45                                                          | +5                                                          | 44                                                          | 6.                                                          |
| 1998/99                                  | Středomoravský župní přebor                                 | 5                                                           | 28                                                          | 11                                                          | 7                                                           | 10                                                          | 40                                                          | 44                                                          | −4                                                          | 40                                                          | 7.                                                          |
| 1999/00                                  | Středomoravský župní přebor                                 | 5                                                           | 30                                                          | 15                                                          | 5                                                           | 10                                                          | 53                                                          | 39                                                          | +14                                                         | 50                                                          | 5.                                                          |
| 2000/01                                  | Středomoravský župní přebor                                 | 5                                                           | 30                                                          | 15                                                          | 2                                                           | 13                                                          | 64                                                          | 51                                                          | +13                                                         | 47                                                          | 4.                                                          |
| 2001/02                                  | Středomoravský župní přebor                                 | 5                                                           | 30                                                          | 11                                                          | 4                                                           | 15                                                          | 52                                                          | 56                                                          | −4                                                          | 37                                                          | 10.                                                         |
| 2002/03                                  | Přebor Zlínského kraje                                      | 5                                                           | 30                                                          | 14                                                          | 8                                                           | 8                                                           | 52                                                          | 48                                                          | +4                                                          | 50                                                          | 2.                                                          |
| 2003/04                                  | Přebor Zlínského kraje                                      | 5                                                           | 30                                                          | 15                                                          | 6                                                           | 9                                                           | 62                                                          | 37                                                          | +25                                                         | 51                                                          | 3.                                                          |
| 2004/05                                  | Přebor Zlínského kraje                                      | 5                                                           | 30                                                          | 12                                                          | 6                                                           | 12                                                          | 42                                                          | 46                                                          | −4                                                          | 42                                                          | 7.                                                          |
| 2005/06                                  | Přebor Zlínského kraje                                      | 5                                                           | 30                                                          | 16                                                          | 9                                                           | 5                                                           | 54                                                          | 37                                                          | +17                                                         | 57                                                          | 4.                                                          |
| 2006/07                                  | Divize E                                                    | 4                                                           | 30                                                          | 9                                                           | 13                                                          | 8                                                           | 40                                                          | 36                                                          | +4                                                          | 40                                                          | 7.                                                          |
| 2007/08                                  | Divize D                                                    | 4                                                           | 30                                                          | 12                                                          | 5                                                           | 13                                                          | 57                                                          | 48                                                          | +9                                                          | 41                                                          | 8.                                                          |
| 2008/09                                  | Divize D                                                    | 4                                                           | 30                                                          | 12                                                          | 7                                                           | 11                                                          | 49                                                          | 40                                                          | +9                                                          | 43                                                          | 6.                                                          |
| 2009/10                                  | Divize D                                                    | 4                                                           | 28                                                          | 8                                                           | 11                                                          | 9                                                           | 37                                                          | 32                                                          | +5                                                          | 35                                                          | 11.                                                         |
| 2010/11                                  | Divize D                                                    | 4                                                           | 30                                                          | 16                                                          | 5                                                           | 9                                                           | 54                                                          | 35                                                          | +19                                                         | 53                                                          | 2.                                                          |
| 2011/12                                  | Divize D                                                    | 4                                                           | 30                                                          | 9                                                           | 7                                                           | 14                                                          | 33                                                          | 48                                                          | −15                                                         | 34                                                          | 15.                                                         |
| 2012/13                                  | Divize D                                                    | 4                                                           | 28                                                          | 11                                                          | 6                                                           | 11                                                          | 45                                                          | 41                                                          | +4                                                          | 39                                                          | 5.                                                          |
| 2013/14                                  | Divize E                                                    | 4                                                           | 30                                                          | 9                                                           | 10                                                          | 11                                                          | 46                                                          | 39                                                          | +7                                                          | 37                                                          | 11.                                                         |
| 2014/15                                  | Divize D                                                    | 4                                                           | 30                                                          | 14                                                          | 10                                                          | 6                                                           | 59                                                          | 40                                                          | +19                                                         | 52                                                          | 2.                                                          |
| 2015/16                                  | Moravskoslezská fotbalová liga                              | 3                                                           | 30                                                          | 13                                                          | 4                                                           | 13                                                          | 39                                                          | 44                                                          | −5                                                          | 43                                                          | 8.                                                          |
| 2016/17                                  | Moravskoslezská fotbalová liga                              | 3                                                           | 30                                                          | 11                                                          | 4                                                           | 15                                                          | 42                                                          | 65                                                          | −23                                                         | 37                                                          | 10.                                                         |
| 2017/18                                  | Moravskoslezská fotbalová liga                              | 3                                                           | 30                                                          | 9                                                           | 9                                                           | 12                                                          | 45                                                          | 61                                                          | −16                                                         | 36                                                          | 13.                                                         |
| 2018/19                                  | Moravskoslezská fotbalová liga                              | 3                                                           | 30                                                          | 12                                                          | 4                                                           | 14                                                          | 63                                                          | 55                                                          | +8                                                          | 40                                                          | 8.                                                          |
| 2019/20                                  | Moravskoslezská fotbalová liga                              | 3                                                           | 18                                                          | 6                                                           | 4                                                           | 8                                                           | 27                                                          | 37                                                          | −10                                                         | 22                                                          | 12.                                                         |
| 2020/21                                  | Moravskoslezská fotbalová liga                              | 3                                                           | 11                                                          | 6                                                           | 0                                                           | 5                                                           | 23                                                          | 23                                                          | 0                                                           | 18                                                          | 8.                                                          |
| 2021/22                                  | Moravskoslezská fotbalová liga                              | 3                                                           | 32                                                          | 8                                                           | 6                                                           | 18                                                          | 44                                                          | 70                                                          | -26                                                         | 29                                                          | 14.                                                         |
| 2022/23                                  | Moravskoslezská fotbalová liga                              | 3                                                           | 34                                                          | 12                                                          | 7                                                           | 15                                                          | 58                                                          | 68                                                          | -10                                                         | 43                                                          | 11.                                                         |
| 2023/24                                  | Moravskoslezská fotbalová liga                              | 3                                                           | 34                                                          | 18                                                          | 6                                                           | 10                                                          | 45                                                          | 44                                                          | +1                                                          | 60                                                          | 2.                                                          |
| 2024/25                                  | Moravskoslezská fotbalová liga                              | 3                                                           | 34                                                          | 12                                                          | 8                                                           | 14                                                          | 53                                                          | 52                                                          | +1                                                          | 4                                                           | 8.                                                          |

Poznámky:
- 2005/06: Otrokovice postoupily mimořádně.[14]
- 2006/07: Otrokovice byly pro sezónu 2007/08 přesunuty do Divize D.
- 2012/13: Otrokovice byly pro sezónu 2013/14 přesunuty do Divize E.
- 2013/14: Otrokovice byly pro sezónu 2014/15 přesunuty do Divize D.
- 2014/15: Mužstvo Otrokovic zaujalo místo klubu FK Slavia Orlová-Lutyně v MSFL, které se odhlásilo po ukončení ročníku.[16]
- 2019/20 a 2020/21: Tyto sezony byly předčasně ukončeny z důvodu pandemie covidu-19 v Česku.

## „B“ tým
FC Viktoria Otrokovice „B“ byl rezervním týmem. Největšího úspěchu dosáhl v sezónách 2008/09 a 2009/10, kdy se v I. A třídě Zlínského kraje (6. nejvyšší soutěž) umístil na 4. místě. V sezoně 2020/21 nebyl přihlášen v žádné soutěži a v sezoně 2021/22 nastupoval v Okresní soutěži Uherskohradišťska – sk. A (9. nejvyšší soutěž). Od té doby není „B“ mužstvo přihlášeno v žádné soutěži.

### Umístění v jednotlivých sezonách
Zdroj: 
- 2003–2004: Základní třída Zlínska – sk. A
- 2004–2005: Okresní soutěž Zlínska – sk. A
- 2005–2006: Okresní přebor Zlínska
- 2006–2007: I. B třída Zlínského kraje – sk. C
- 2007–2011: I. A třída Zlínského kraje – sk. B
- 2011–2012: I. B třída Zlínského kraje – sk. C
- 2012–2014: I. B třída Zlínského kraje – sk. B
- 2014–2015: I. B třída Zlínského kraje – sk. C
- 2015–2017: I. B třída Zlínského kraje – sk. B
- 2017–2020: I. A třída Zlínského kraje – sk. B
- 2020–2021: bez soutěže
- 2021–2022: Okresní soutěž Uherskohradišťska – sk. A.

Jednotlivé ročníky
Zdroj: 
| Česko (2003 – ) |                                              |                                              |                                                              |                                                              |                                                              |                                                              |                                                              |                                                              |                                                              |                                                              |                                              |
| Sezóny          | Liga                                         | Úroveň                                       | Z                                                            | V                                                            | R                                                            | P                                                            | VG                                                           | OG                                                           | +/−                                                          | B                                                            | Pozice                                       |
| 2003/04         | Základní třída Zlínska – sk. A               | 10                                           | 24                                                           | 21                                                           | 2                                                            | 1                                                            | 139                                                          | 17                                                           | +122                                                         | 65                                                           | 1.                                           |
| 2004/05         | Okresní soutěž Zlínska – sk. A               | 9                                            | 22                                                           | 19                                                           | 3                                                            | 0                                                            | 96                                                           | 20                                                           | +76                                                          | 60                                                           | 1.                                           |
| 2005/06         | Okresní přebor Zlínska                       | 8                                            | 26                                                           | 17                                                           | 7                                                            | 2                                                            | 75                                                           | 21                                                           | +54                                                          | 58                                                           | 1.                                           |
| 2006/07         | I. B třída Zlínského kraje – sk. C           | 7                                            | 26                                                           | 15                                                           | 6                                                            | 5                                                            | 68                                                           | 34                                                           | +34                                                          | 51                                                           | 1.                                           |
| 2007/08         | I. A třída Zlínského kraje – sk. B           | 6                                            | 26                                                           | 12                                                           | 6                                                            | 8                                                            | 45                                                           | 35                                                           | +10                                                          | 42                                                           | 7.                                           |
| 2008/09         | I. A třída Zlínského kraje – sk. B           | 6                                            | 26                                                           | 13                                                           | 3                                                            | 10                                                           | 51                                                           | 36                                                           | +15                                                          | 42                                                           | 4.                                           |
| 2009/10         | I. A třída Zlínského kraje – sk. B           | 6                                            | 26                                                           | 13                                                           | 4                                                            | 9                                                            | 61                                                           | 42                                                           | +19                                                          | 43                                                           | 4.                                           |
| 2010/11         | I. A třída Zlínského kraje – sk. B           | 6                                            | Klub se odhlásil v průběhu soutěže, výsledky byly anulovány. | Klub se odhlásil v průběhu soutěže, výsledky byly anulovány. | Klub se odhlásil v průběhu soutěže, výsledky byly anulovány. | Klub se odhlásil v průběhu soutěže, výsledky byly anulovány. | Klub se odhlásil v průběhu soutěže, výsledky byly anulovány. | Klub se odhlásil v průběhu soutěže, výsledky byly anulovány. | Klub se odhlásil v průběhu soutěže, výsledky byly anulovány. | Klub se odhlásil v průběhu soutěže, výsledky byly anulovány. | 14.                                          |
| 2011/12         | I. B třída Zlínského kraje – sk. C           | 7                                            | 26                                                           | 12                                                           | 3                                                            | 11                                                           | 55                                                           | 39                                                           | +16                                                          | 39                                                           | 7.                                           |
| 2012/13         | I. B třída Zlínského kraje – sk. B           | 7                                            | 26                                                           | 13                                                           | 3                                                            | 10                                                           | 47                                                           | 35                                                           | +12                                                          | 42                                                           | 5.                                           |
| 2013/14         | I. B třída Zlínského kraje – sk. B           | 7                                            | 26                                                           | 13                                                           | 5                                                            | 8                                                            | 61                                                           | 49                                                           | +12                                                          | 44                                                           | 4.                                           |
| 2014/15         | I. B třída Zlínského kraje – sk. C           | 7                                            | 24                                                           | 16                                                           | 2 / 2                                                        | 6                                                            | 82                                                           | 39                                                           | +43                                                          | 54                                                           | 2.                                           |
| 2015/16         | I. B třída Zlínského kraje – sk. B           | 7                                            | 26                                                           | 11                                                           | 4 / 3                                                        | 8                                                            | 51                                                           | 40                                                           | +11                                                          | 44                                                           | 3.                                           |
| 2016/17         | I. B třída Zlínského kraje – sk. B           | 7                                            | 26                                                           | 17                                                           | 4 / 1                                                        | 4                                                            | 87                                                           | 25                                                           | +62                                                          | 60                                                           | 2.                                           |
| 2017/18         | I. A třída Zlínského kraje – sk. B           | 6                                            | 26                                                           | 10                                                           | 2 / 3                                                        | 11                                                           | 49                                                           | 46                                                           | +3                                                           | 37                                                           | 8.                                           |
| 2018/19         | I. A třída Zlínského kraje – sk. B           | 6                                            | 26                                                           | 8                                                            | 9                                                            | 9                                                            | 57                                                           | 64                                                           | −7                                                           | 36                                                           | 8.                                           |
| 2019/20         | I. A třída Zlínského kraje – sk. B           | 6                                            | 13                                                           | 5                                                            | 0                                                            | 8                                                            | 21                                                           | 36                                                           | −15                                                          | 15                                                           | 11.                                          |
| 2020/21         | B-mužstvo nebylo přihlášeno v žádné soutěži. | B-mužstvo nebylo přihlášeno v žádné soutěži. | B-mužstvo nebylo přihlášeno v žádné soutěži.                 | B-mužstvo nebylo přihlášeno v žádné soutěži.                 | B-mužstvo nebylo přihlášeno v žádné soutěži.                 | B-mužstvo nebylo přihlášeno v žádné soutěži.                 | B-mužstvo nebylo přihlášeno v žádné soutěži.                 | B-mužstvo nebylo přihlášeno v žádné soutěži.                 | B-mužstvo nebylo přihlášeno v žádné soutěži.                 | B-mužstvo nebylo přihlášeno v žádné soutěži.                 | B-mužstvo nebylo přihlášeno v žádné soutěži. |

Poznámka:
- Od sezony 2014/15 se ve Zlínském kraji hraje tímto způsobem: Pokud zápas skončí nerozhodně, kope se penaltový rozstřel. Jeho vítěz bere 2 body, poražený pak jeden bod. Za výhru po 90 minutách jsou 3 body, za prohru po 90 minutách není žádný bod.
- 2016/17: Postoupilo rovněž vítězné mužstvo TJ Sokol Nevšová.
- 2019/20: Tato sezona byla předčasně ukončena z důvodu pandemie covidu-19 v Česku.